# Wojciech Barylski
Wojciech Barylski (ur. 20 lipca 1929 w Częstochowie, zm. 1 lipca 1999 tamże) – polski malarz, grafik, medalier, twórca ekslibrisów.

## Życiorys
Urodził się 20 lipca 1929 w rodzinie Stanisława Barylskiego w Częstochowie, z którą był związany przez całe swoje życie.
Ukończył studia na Wydziale Architektury Politechniki Krakowskiej oraz był słuchaczem Akademii Sztuk Pięknych w Krakowie. Wśród jego nauczycieli byli: Xawery Dunikowski, Jerzy Bandura, Konrad Srzednicki, Wacław Taranczewski, Eugeniusz Eibisch.
Projektował medale i plakaty, uprawiał malarstwo akwarelowe, olejne i pastelowe oraz rysunek tuszem. Główną jego dziedziną była grafika, wykonywał prace w technice drzeworytu, akwaforty, gipsorytu i linorytu. Wykonywał również projekty plakatów, okładek i obwolut. Największe uznanie zdobył jako twórca ekslibrisów, które tworzył z wielkim zaangażowaniem przez trzydzieści lat twórczości. Tworzył je dla osób prywatnych (małżonkowie Barak 1952, P. Pfister 1956 i 1964, E. Strzyżewski 1958, A. Paszt 1988) jak i instytucji publicznych (Biblioteka Śląska 1957, Politechnika Częstochowska 1965). Jako medalier wykonał cykl 15 medali dla uczczenia 600-lecia Obrazu Jasnogórskiego.
Wystawiał swoje prace w wielu krajach:
- Amsterdam 1957
- Tokio 1959
- Paryż 1962
- Londyn 1965
- Hamburg 1966
- Como 1968
- Berlin 1972
- Madryt 1973
- Toronto 1979
- Smoleńsk 1988

Wystawiał swoje prace w ponad 300 wystawach krajowych i około 100 zagranicznych i miał ponad 30 wystaw indywidualnych. Prace jego znajdują się między innymi w zbiorach: watykańskich, jasnogórskich, Biblioteki Uniwersytetu w Cambridge, Królewskiej Akademii Sztuki w Sztokholmie, Muzeum w Bratysławie, Muzeum Narodowego w Warszawie, Muzeum Medialierstwa we Wrocławiu, Muzeum Częstochowskiego.
Należał do Związku Polskich Artystów Plastyków i przez wiele lat był prezesem częstochowskiego oddziału. Zmarł w Częstochowie 1 lipca 1999 i pochowany został na cmentarzu św. Rocha.